# Баламутовський Сергій Анатолійович
Сергі́й Анато́лійович Баламутовський (позивні — Скальд (поетичний), Шпрот (військовий); 12 листопада 1979, м. Чернівці — 21 квітня 2022, м. Маріуполь, Донецька область) — український поет, громадський активіст, «кіборг», військовослужбовець полку «Азов» Національної гвардії України, учасник російсько-української війни.
Почесний громадянин Буковини (2022, посмертно).

## Життєпис
Сергій Баламутовський народився 1979 року в Чернівцях. Закінчив школу №22 в місті Чернівці.
Писав і друкувався з 2010 року. Автор збірки «Навиліт. Рими калібру 5,45» (2018) та «Інший» (2021), співавтор збірки націоналістичної поезії «Голос крові» (2013).
Учасник Революції гідності, який пішов добровольцем на фронт в 2014 році. Був у групі розвідників ДУК «Правий сектор». Учасник боїв за Донецький аеропорт та село Піски. На війні дістав дві контузії. Після активної фази війни став командиром 16-ї резервної сотні у ДУК ПС.
З початком повномасштабного російського вторгнення в Україну пішов на війну, 27 лютого виїхав до Києва, долучився до окремого підрозділу «Азова». 28 березня десантований у місто Маріуполь. Один із оборонців «Азовсталі» в Маріуполі. Зазнав контузії в перші години перебування в Маріуполі. Пробув у госпіталі один день і повернувся до оборони.
Загинув 21 квітня 2022 року від наскрізного кульового поранення легень у вуличних боях. Медик не встиг надати йому допомогу.
Залишилися діти. Кремований у Київському крематорії. Похований 21 липня 2023 року в Чернівцях.

## Нагороди
- Почесний громадянин Буковини (2022, посмертно)[5].

## Вшанування пам'яті
Вулиця Комарова перейменована на вулицю Сергія Скальда в м. Чернівці 